# Hualong, Puyang
Hualong är ett stadsdistrikt och säte för stadsfullmäktige i Puyang i Henan-provinsen i norra Kina.